# 4ª Brigata proletaria d'assalto montenegrina
La 4ª Brigata proletaria d'assalto montenegrina, in cirillico Четврта пролетреска црногорска народно-ослободилачка ударна бригада, in serbo-croato Četvrta proleterska crnogorska udarna brigada, è stata una formazione militare dell'Esercito Popolare di Liberazione della Jugoslavia che venne costituita nel giugno 1942 in Bosnia con alcuni distaccamenti reclutati nel Montenegro.
La nuova brigata dimostrò tenacia e combattività durante tutti i sanguinosi e difficili combattimenti affrontati nella Seconda guerra mondiale sul fronte jugoslavo contro gli eserciti occupanti dell'Asse e i reparti collaborazionisti cetnici e ustaša.

## Storia
La brigata venne costituita su ordine del Comando supremo dell'Esercito popolare di Liberazione tra il 10 e il 17 giugno 1942 sulle montagne del Zelen Gora con cinque battaglioni montenegrini tratti dai distaccamenti del monte Lovćen, della Zeta, del Kom e del Durmitor; nella nuova formazione militarono inizialmente 1.080 partigiani. Il primo comandante della brigata fu il famoso capo montenegrino Peko Dapčević mentre il commissario politico fu Mitar Bakić; entrambi questi comandanti ricevettero durante la guerra l'onorificenza di Eroi nazionali del popolo.
La 4ª Brigata proletaria fu costantemente in azione e percorse oltre 20.000 chilometri perdendo durante la guerra circa 5.000 combattenti, oltre la metà di tutti quelli che militarono in questa formazione; 48 partigiani ricevettero la decorazione di "Eroi nazionali" della Jugoslavia. In occasione del 15º anniversario della battaglia della Sutjeska, nel giugno 1958, alla brigata fu assegnato l'Ordine dell'Eroe del popolo; inoltre durante la sua storia ha ricevuto anche l'Ordine della Liberazione Nazionale, l'Ordine della Stella partigiana e l'Ordine della Fratellanza e Unità. La 4ª Brigata proletaria montenegrina entrò a far parte dal 1 novembre 1942 della 2ª Divisione proletaria con la quale rimase, sotto il controllo diretto del Comando supremo, per la maggior parte della guerra. Nel periodo 17 novembre 1943-25 gennaio 1944 invece combatté inquadrata nella 3ª Divisione d'assalto.
La brigata prese parte dal 24 giugno 1942 alla marcia verso la Bosnia occidentale insieme alle altre formazioni del gruppo operativo del comando supremo di Tito e nel mese di luglio partecipò ai primi scontri e ottenne una vittoria conquistando, sotto la guida del nuovo comandante Ljubo Vučković, la stazione ferroviaria di Hadžići sulle linea Sarajevo-Mostar-Gornji Vakuf; subito dopo combatté duramente nell'area di Bugojno. Nel mese di agosto invece la 4ª montenegrina sferrò, insieme ad altre brigate, due pesanti attacchi contro la roccaforte ustaša di Kupres che vennero respinti con dure perdite; l'unità ebbe 122 partigiani morti e feriti, cadde anche il vice-comandante della brigata Špiro Mugoša

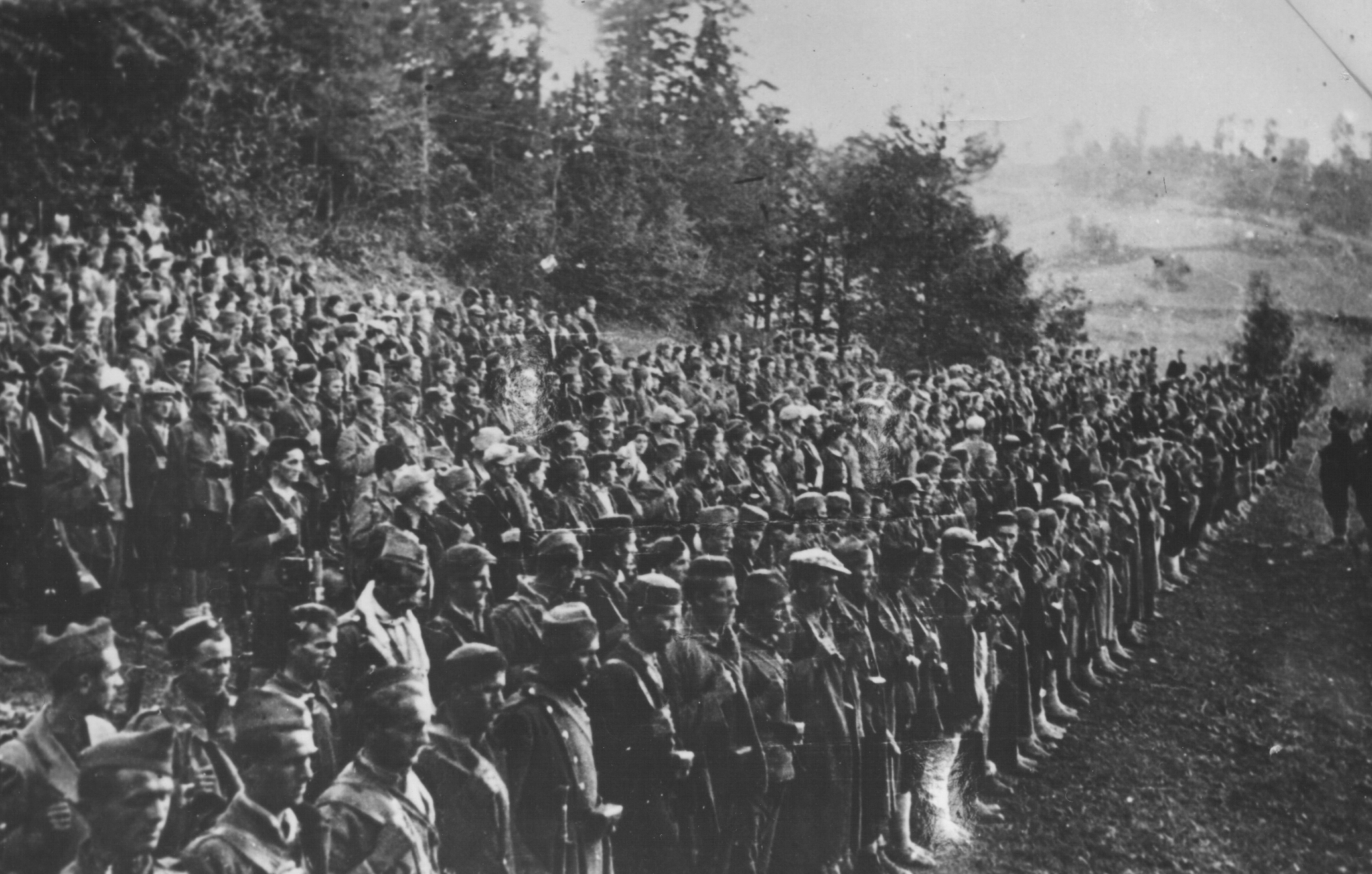
Schieramento della 4ª Brigata montenegrina nel giugno 1942.

In seguito la brigata venne trasferita nel settore di Banja Luka e affrontò le forze tedesche a Manjaca; nel corso del primo attacco a Jajce del 24-25 settembre 1942, l'unità liberò i villaggi della periferia e avanzò in direzione di Travnik e Donji Vakuf; subito dopo respinse il contrattacco nemico dopo aspri combattimenti tra Donji Vakuf e Jajce-Travnik. La 4ª montenegrina prese parte il 12-13 ottobre alla liberazione di Mrkonjić Grad. Nel mese di novembre la brigata venne assegnata alla 2ª Divisione proletaria di Peko Dapčević per combattere contro italiani, cetnici e ustaša nel settore di Knin e Strmica. I montenegrini si distinsero nei combattimenti per la liberazione di Livno (15 dicembre) e Duvno (19 dicembre); fino ai primi di gennaio 1943 la brigata continuò ad essere impegnata nella direzione di Duvno-Imotski; nel combattimento del 25-27 gennaio 1943 furono sconfitte le truppe italo-cetniche nella zona di Strmica, Golubić e Plavno e i partigiani si avvicinarono di nuovo a Knin.

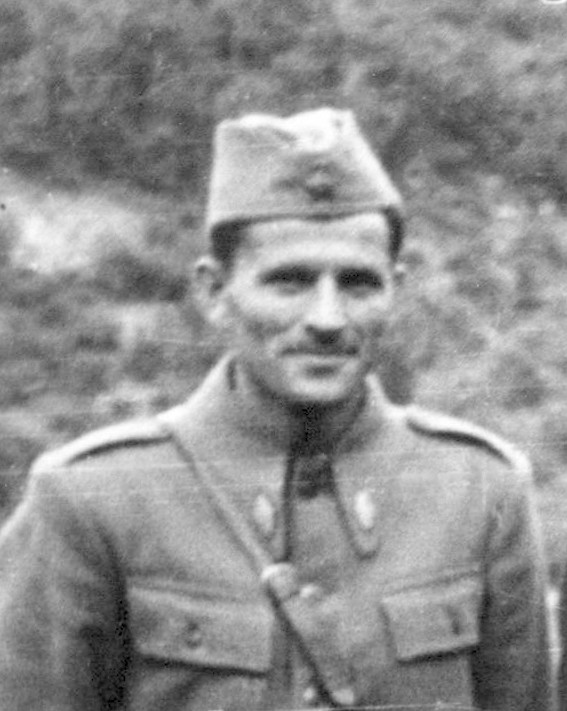
Peko Dapčević fu il primo comandante della 4ª Brigata proletaria d'assalto.

A gennaio 1943 le forze dell'Asse sferrarono l'"operazione Weiss", la cosiddetta "Quarta offensiva nemica" che diede origine a violenti combattimenti per oltre due mesi; la brigata montenegrina, passata al comando dell'esperto Radovan Vukanović, ebbe un ruolo decisivo in molte fase della battaglia a partire dai combattimenti del 9-10 febbraio per liberare Imotski e Posusje. Subito dopo la 4ª Brigata partecipò ai cruciali combattimenti nella valle della Neretva: il 15-16 febbraio contribuì alla distruzione dei reparti italiani della divisione "Murge" schierati a Drežnica e il 22 febbraio conquistò d'assalto Jablanica e l'importante ponte sul fiume dopo aver sbaragliato un altro reparto italiano. Non ebbe invece successo l'attacco della 3ª Divisione d'assalto a Konjic il 24-26 febbraio e la situazione dei partigiani divenne critica dopo l'arrivo al settore della Neretva delle divisioni tedesche. Tito decise di contrattaccare e fermare a tutti i costi l'avanzata tedesca che rischiava di mettere in pericolo i feriti, la 4ª Brigata montenegrina quindi venne richiamata e trasferita d'urgenza nel settore di Gornji Vakuf dove il 2 marzo 1943, in collaborazione con la 3ª Brigata della Craina, riuscì dopo scontri violentissimi, a fermare i tedeschi sulla linea della alture; per questo successo la brigata del Montenegro venne elogiata dal comandante supremo partigiano.

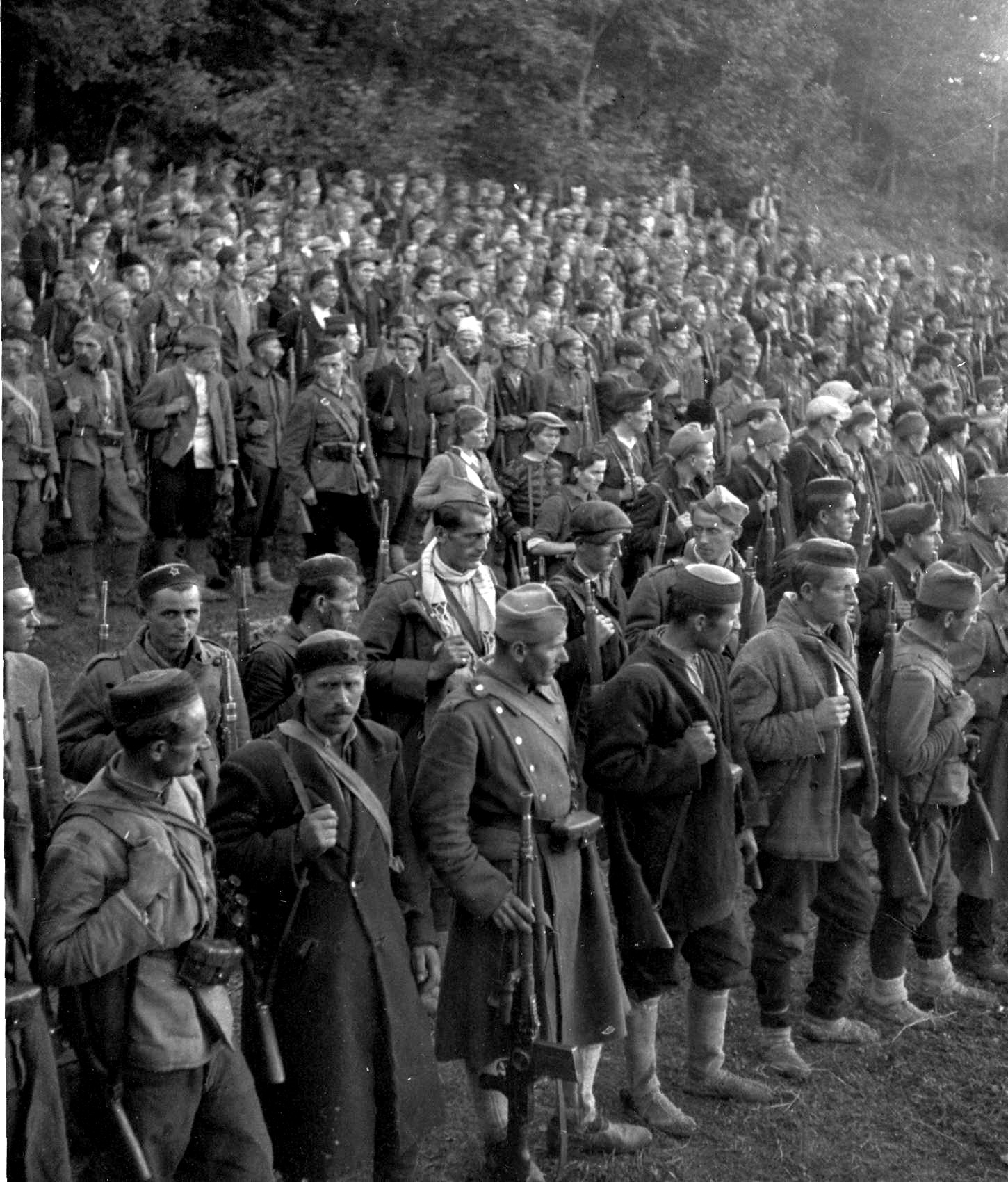
Partigiani della 4ª Brigata proletaria.

Il 4 marzo i partigiani contrattaccarono con otto brigate concentrate a Gornij Vakuf e sconfissero i tedeschi, salvando i feriti e proteggendo il principale raggruppamento del quartier generale di Tito. L'8 marzo 1943 la 4ª Brigata attraversò la Neretva e si mosse nella direzione generale Cicevo-Glavatičevo-Zaborani-Kruševljani-Zalužani superando la resistenza delle formazioni cetniche che cercavano di sbarrare la strada ai partigiani; la brigata montenegrina venne aggregata alla 3ª Divisione d'assalto e nei mesi di marzo e aprile prese parte alle battaglie che portarono alla liberazione di Nevesinje, Gačko e Avtovac. In seguito, entrata in Montenegro, combatté insieme alla 5ª Brigata proletaria e a tre battaglioni della 2ª Brigata proletaria nella regione di Javrka e Nikšić dove tra l'1-2 maggio sconfisse reparti italiani e cetnici prima di essere impegnata nel settore Morača-Kolašin. In questa fase il III battaglione della brigata venne unito con il II e il IV battaglione della 5ª Brigata montenegrina per formare un nuovo gruppo operativo, il "Distaccamento Zetski dell'Esercito Popolare di Liberazione" che entrò in azione nei distretti dei Bjelopavlici e dei Piperi dove inflisse pesanti perdite ad alcuni reparti italiani; questi successi furono importanti alla vigilia dell'inizio della micidiale "Quinta offensiva antipartigiana" che le truppe tedesche stavano per sferrare contro il gruppo operativo del quartier generale partigiano.
Dall'inizio dell'offensiva dell'Asse, il 26 maggio 1943, la brigata montenegrina fu impegnata in violenti combattimenti contro la 1ª Divisione da montagna tedesca che avanzava da sud-est; i partigiani sbarrarono l'accesso alle valli della Morača e della Tara e difesero la Siniajevina; vennero sferrati contracchi per guadagnare tempo a Javorka e Budanj. In seguito la 4ª Brigata proletaria venne trasferita a nord dove bloccò temporaneamente l'avanzata della 7ª Divisione SS "Prinz Eugen" e della 118ª Divisione cacciatori tedesca verso Mratinje, nella valle della Sutjeska. Nella battaglia della Sutjeska i montenegrini parteciparono ai drammatici scontri per aprire un varco alle forze partigiane accerchiate; la seconda compagnia del III battaglione, in particolare, fu impegnata in duri combattimenti e respinse i numerosi attacchi tedeschi, contribuendo a proteggere l'unica strada disponibile a nord del fiume verso il Zelen Gora. Il comando supremo di Tito, la 2ª Divisione proletaria e 7ª Divisione della Banija riuscirono a sfuggire dalla trappola; nella tragica battaglia la brigata montenegrina subì perdite elevatissime; il 9 giugno cadde il comandante della brigata Vasilije Vako Đurović e in totale su 1471 partigiani, i morti furono 595, con una percentuale del 40% degli effettivi; per il valore dimostrato alla Sutjeska la 4ª Brigata proletaria ricevette l'onorificenza dell'Ordine al Merito.

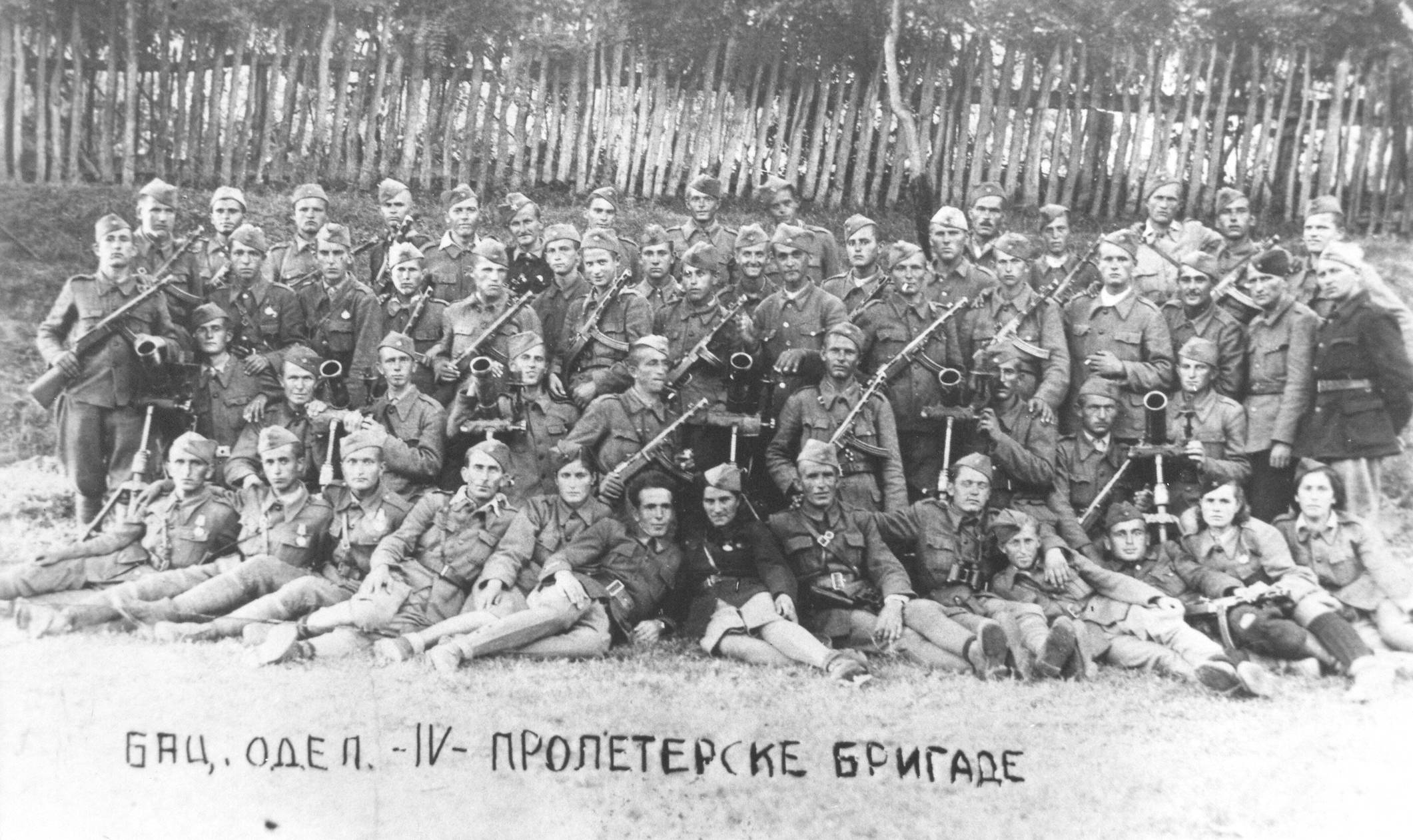
Partigiani della brigata, armati con mitra sovietici PPŠ-41, nell'estate del 1944.

Dopo aver trovato rifugio nello Zelen Gora, il gruppo operativo principale partigiano, compresa la 4ª Brigata montenegrina, passò in Bosnia orientale e nei mesi di luglio e agosto, l'unità prese parte a numerosi combattimenti tra i fiumi Spreca e Krivaja e il monte Ozren; distinguendosi nella battaglia del 20-23 luglio 1943 a Velikoj Ostravic dove sconfisse sette battaglioni cetnici e alcuni reparti della 369. Divisione tedesco-croata. Successivamente la 4ª Brigata proletaria entrò a far parte delle forze del II Korpus di Peko Dapčević incaricate di ritornare in Montenegro e il 28 agosto entrò a Olovo, quindi intercettò la linea ferroviaria Sarajevo-Višegrad e partecipò alla liberazione di Goražde, avanzando lungo la valle della Drina. Alla fine del mese di settembre i montenegrini vennero trasferiti nel distretto Kolašin-Mateševo; il 27 settembre la brigata liberò Kolašin ma il successivo attacco a Mateševo non ebbe successo. Dal 30 settembre al 4 ottobre 1943 combatté duramente, rinforzata da reparti di volontari italiani, per respingere un attacco cetnico a Kolašin e inviò una parte delle sue forze nel vecchio Montenegro.
Nel periodo marzo-maggio 1944 la brigata partecipò insieme ad altri reparti partigiani, al tentativo di penetrazione in Serbia; dopo l'attraversamento del fiume Lim a Studenice, l'unità fu coinvolta in dure battaglie nella valle del Studenica e nell'area di Dragačeva ha portato più battaglie. In questi territori, il dal 21 aprile al 5 maggio, i montenegrini effettuarono una marcia forzata oltre il crinale Suvobor-Maljen-Medvednik. Le forze tedesche e collaborazioniste era molto più forti e i partigiani erano in netta inferiorità numerica; l'offensiva in Serbia quindi dovette essere interrotta e la 4ª Brigata proletaria si ritirò, insieme alle altre formazioni della 2ª Divisione proletaria e della 5ª Divisione della Craina, lungo la direttrice Zlatibor, Zlatar, Jadovnik, prima di riattraversare il Lim e tornare in Montenegro.
Dopo il ritiro dalla Serbia, la 4ª Brigata proletaria partecipò ai combattimenti nella zona di Andrijevica per contrastare l'operazione Draufgenger sferrata dai tedeschi in Montenegro all'inizio dell'estate 1944, quindi venne aggregata alle altre formazioni incaricate di nuovo di penetrare in Serbia. La brigata montenegrina avanzò il 3-4 agosto 1944 lungo la valle dell'Ibar e contribuì a sconfiggere il 4º gruppo di corpi d'assalto cetnici, subito dopo annientò i presidi bulgari in Kuršumlija e partecipò alla liberazione di Kruševac, Kraljevo, Požega e Užice. Nell'ultima fase della guerra sul fronte jugoslavo, la 4ª Brigata venne schierata sul fronte dello Srem a partire dal 22 gennaio 1945, mentre nel mese di aprile 1945 fu in azione in Bosnia orientale e prese parte alla liberazione di Brčko, Orašje, Šamac e Županje.
Secondo la documentazione presente negli archivi jugoslavi, il 10 giugno 1942, giorno della costituzione della 4ª Brigata era formata da 1082 partigiani, di cui 862 uomini e 220 donne; al termine della guerra 577 di questi combattenti originari, 486 uomini e 91 donne, erano morti. In totale la brigata montenegrina, considerata tra le migliori e più combattive formazioni dell'Esercito popolare di liberazione, ebbe durante il conflitto, 2092 morti, di cui 262 uccisi nel 1942, 1016 nel 1943, 644 nel 1945 e 170 nel 1945.
Numerosi famosi comandanti partigiani combatterono nei reparti e guidarono la 4ª Brigata proletaria d'assalto montenegrina durante la sua lunga e movimentata storia bellica; alcuni, oltre Dapčević e Bakić, completarono brillanti carriere nell'esercito popolare, assumendo il comando di divisioni o corpi d'armata partigiani, tra questi: Radovan Vukanović, Ljubo Vučković e Blažo Janković.

## Eroi nazionali della 4ª Brigata proletaria d'assalto montenegrina
Alcuni dei più famosi partigiani della brigata montenegrina che ricevettero l'onorificenza di Narodni heroj Jugoslavije, "Eroi nazionali della Jugoslavia", furono:
- Niko Anđus, commissario politico del II battaglione
- Mitar Bakić, primo commissario politico della brigata
- Simo Barović, caporale II battaglionedese
- Vlado Božović, commissario politico III battaglione
- Mašo Brguljan, commissario politico di compagnia
- Savo Burić, comandante di brigata
- Radovan Vukanović, comandante di brigata
- Ljubo Vučković, comandante di brigata
- Peko Dapčević, primo comandante della brigata
- Vasilije Vako Đurović, comandante di brigata
- Jovo Zvicer, comandante di plotone del II battaglione
- Blažo Janković, comandante di brigata
- Nikola Martinović, comandante II battaglione
- Veselin Masleša, membro del comitato politico della brigata
- Jelica Mašković, caporale del IV battaglione
- Špiro Mugoša, vice-comandante della brigata
- Vojin Nikolić, commissario politico della brigata
- Niko Strugar, vice-comandante della brigatazamenik komandant brigade
- Radisav Raspopović, comandante seconda compagnia del III battaglione